# Lieselotte Jelowik

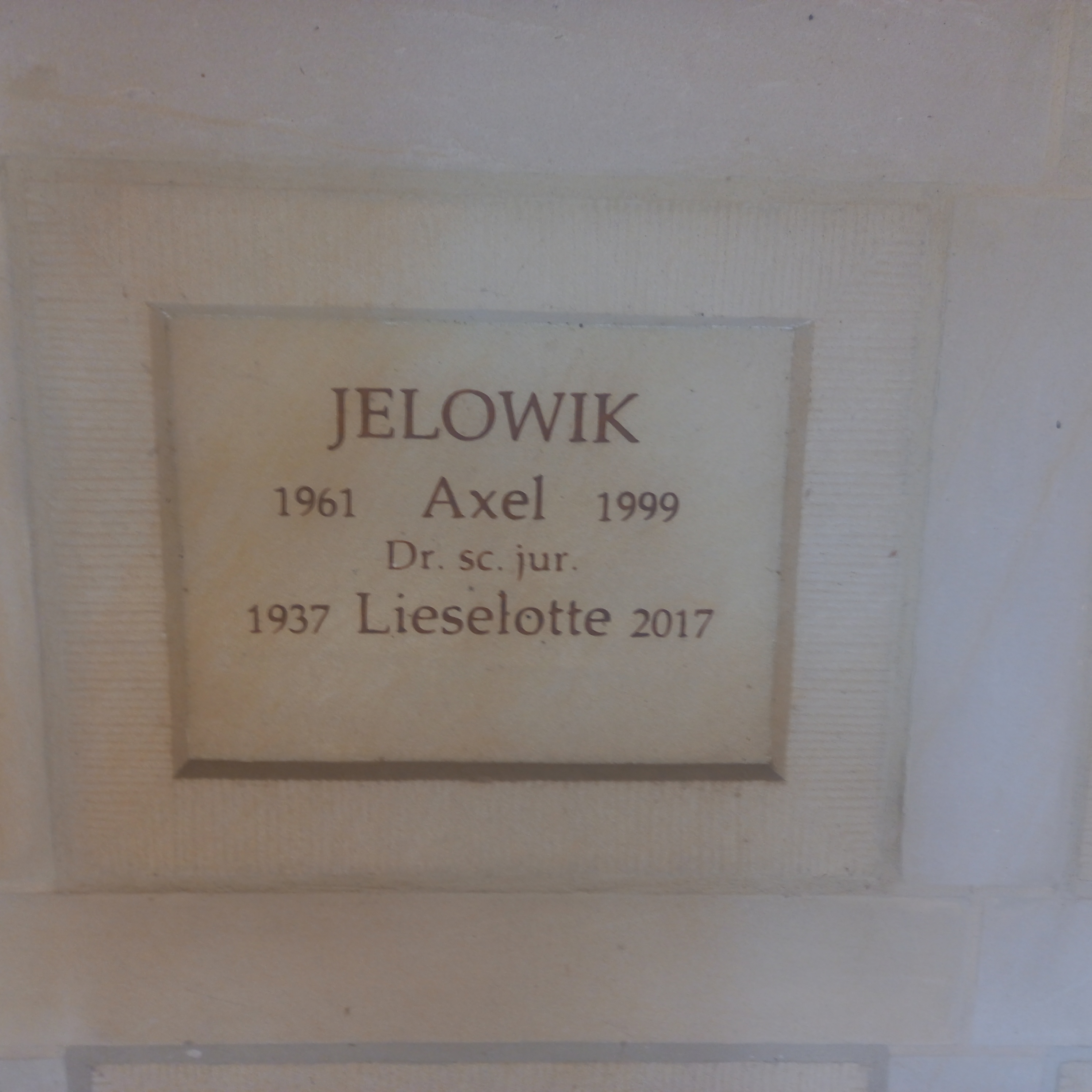
Das Grab von Lieselotte Jelowik auf dem Stadtgottesacker in Halle (Saale)

Lieselotte Jelowik (* 21. August 1937 in Forst (Lausitz); † 16. Februar 2017 in Halle (Saale)) war eine deutsche Juristin  und Rechtswissenschaftlerin  für deutsche Staats- und Rechtsgeschichte an der Juristischen Fakultät der Universität Halle-Wittenberg.

## Leben
Die Tochter aus einer Lausitzer Tuchmacherfamilie wuchs mit Geschwistern bei ihrer alleinstehenden Mutter, Flora Kleinert, einer Anlegerin auf.
In ihrer Geburtsstadt legte sie im Alter von 18 Jahren an der Friedrich-Ludwig-Jahn-Oberschule die Abiturprüfungen erfolgreich ab. Zuvor hatte sie in Pförten (polnisch ab 1946 Brody) von 1943 bis 1951 und danach in Forst die Grundschule besucht.
Mit Beginn des Herbstsemesters 1955/56 studierte sie an der Juristischen Fakultät der Martin-Luther-Universität Halle-Wittenberg Rechtswissenschaft bis Ende des Frühjahrssemesters 1959. Sie erhielt nach Ablegung des Staatsexamens eine Aspirantur-Stelle im Institut für Staats- und Rechtsgeschichte unter dem damaligen Direktor Rolf Lieberwirth. Das Thema ihrer Dissertation lautete: „Wesen und Begriff der politischen Sondergerichtsbarkeit von 1918 bis zur Gegenwart“. Nach ihrer Promotion 1963 wurde sie zunächst Assistentin und dann Oberassistentin. Sie wurde als juristische Nachwuchslehrkraft für das Studienfach Rechtsgeschichte der DDR aufgebaut mit dem Ziel, Nachfolgerin des Universitätsprofessors Rolf Lieberwirth werden zu können. Sie gab in der DDR jahrelang Vorlesungen zur „Geschichte der Arbeiter- und Bauernmacht“, beispielsweise für die Studierenden des ersten Semesters im ersten Studienjahr 1966/67, während die Vorlesungen zum Römischen Recht für die Studierenden im zweiten Semester dem Lehrstuhlinhaber Lieberwirth vorbehalten blieben. Er hielt zu ihren weitergehenden Forschungen fest, dass sie einen „echten Willen zur Rechtsgeschichte“ aufwies und sorgte dafür, dass Jelowik bei einem Vertreter der historischen Hilfswissenschaften an der Universität Halle, Anton Blaschka, entsprechende Lehrveranstaltungen besuchen konnte. Das betraf insbesondere das Mittellatein, das sich von ihren klassischen Latein-Kenntnissen dadurch unterschied, dass das Mittellatein mit vielen unbekannten Fachausdrücken versetzt war. Im Februar 1980 wurde Jelowik zur Dozentin für Rechtsgeschichte berufen, nachdem sie sich im September 1979 habilitiert hatte. Ab 1. September 1984 wurde sie als Stellvertreterin des Sektionsdirektors Rolf Schüsseler für den Leitungsbereich Erziehung und Ausbildung ernannt. Die (kommissarische) Leitung des Wissenschaftsbereiches Rechtsgeschichte wurde ihr 1986 nach der Emeritierung ihres Lehrers Rolf Lieberwirth übertragen. In der Wissenschaftlichen Zeitschrift der Universität Halle. Gesellschafts- und Sprachwissenschaftliche Reihe reichte sie am 28. März 1991 einen Beitrag als Dozentin am Institut für Rechtsgeschichte und Römisches Recht der Martin-Luther-Universität Halle Wittenberg ein mit dem Titel: Die Reichspublizistik am Ende des Alten Reiches an der halleschen Juristenfakultät.

### Freiberufliche Fachautorin
Ab 1991 war sie in rechtshistorischen Fachzeitschriften Deutschlands und Österreichs als freischaffende Autorin tätig. Ihr Themenschwerpunkt war die Universitäts- und Wissenschaftsgeschichte des 19. Jahrhunderts. Sie arbeitete ab 1997 an dem Forschungsprojekt Juristische Briefwechsel  des 19. Jahrhunderts des Max-Planck-Institut für europäische Rechtsgeschichte (MPIeR) in Frankfurt am Main mit. Darüber hinaus schrieb sie Rezensionen über rechtsgeschichtliche Themen und veröffentlichte ihre Besprechungen vielfach in der Zeitschrift der Savigny-Stiftung für Rechtsgeschichte. Germanistische Abteilung.
Darüber hinaus wirkte sie zusammen mit der promovierten Juristin Elsa Arndt (Jahrgang 1938) an der Übertragung des Tagebuchs von Johannes Arndt (* 1857; † 1931) einem Missionar in Südafrika, mit, das unter Hinzufügung seiner Kurzbiographie im Rahmen der Schriften zum Bibliotheks- und Büchereiwesen in Sachsen-Anhalt  2016 erschien.

## Familie
Jelowiks Vater, Kurt Kleinert, starb 1938 in der Justizvollzugsanstalt Moabit als politisches Opfer des NS-Regimes, nachdem er im selben Jahr als Regimegegner mit kommunistischem Hintergrund zu einer über einjährigen Gefängnisstrafe „wegen Vorbereitung zum Hochverrat“ verurteilt wurde. Die Rechtswissenschaftlerin war mit dem Juristen / Rechtsanwalt Heinz Jelowik verheiratet. Aus der Ehe ging ein Sohn, namens Cornelius Jelowik, hervor. Ihre letzte Ruhestätte fand Lieselotte Jelowik auf dem Stadtgottesacker in Halle an der Saale.

## Schriften (Auswahl)
- Zur Geschichte der Strafrechtsreform in der Weimarer Republik, 1983[15]
- Die Professoren der halleschen Juristenfakultät um die Wende vom 18. zum 19. Jahrhundert.[16]
- Defizite preußischer Berufungspolitik in der halleschen Juristenfakultät um die Wende vom 18. zum 19. Jahrhundert.[17]
- Kuriosa aus der Geschichte der halleschen Juristenfakultät[18]
- Die standesungleiche Ehe in Preußen im 19. Jahrhundert.[19]
- Tradition und Fortschritt. Die hallesche Juristenfakultät im 19. Jahrhundert[20]
- Der Sachsenspiegel als Gegenstand des akademischen Unterrichts an der halleschen Juristenfakultät im 19. und 20. Jahrhundert[21]
- Briefe deutscher und Schweizer Germanisten an Karl Josef Anton Mittermaier, (Hrsg. u. Bearbeiterin L. Jelowik) 2001[22]
- Die Geschichte der imperialistischen Strafrechtsreform in Deutschland als Ausdruck der Perspektivlosigkeit des imperialistischen Systems (1979)[23]